# Erik Olsson

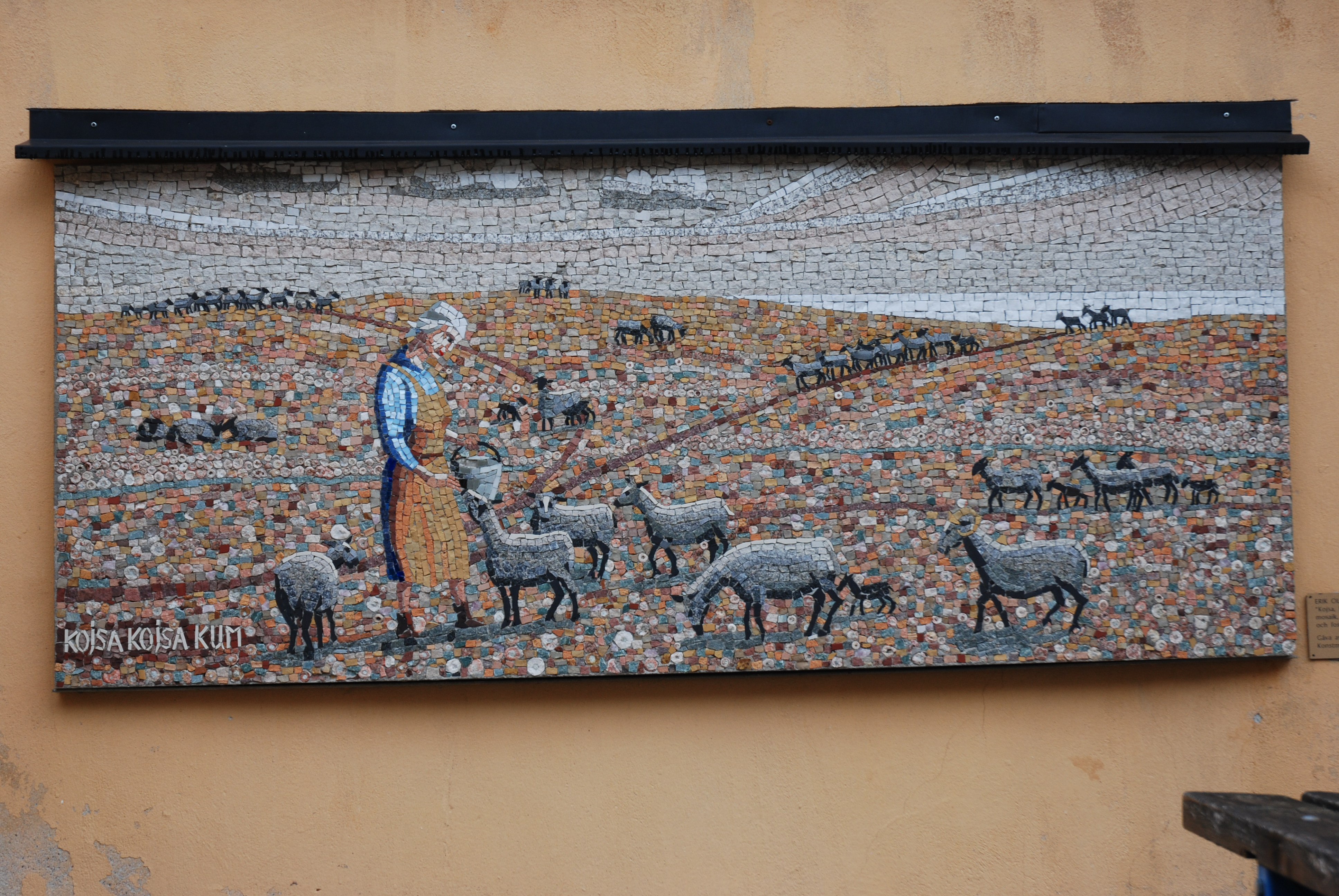
Kojsa kojsa kum, op de weg naar Gotlands konstmuseum in Visby

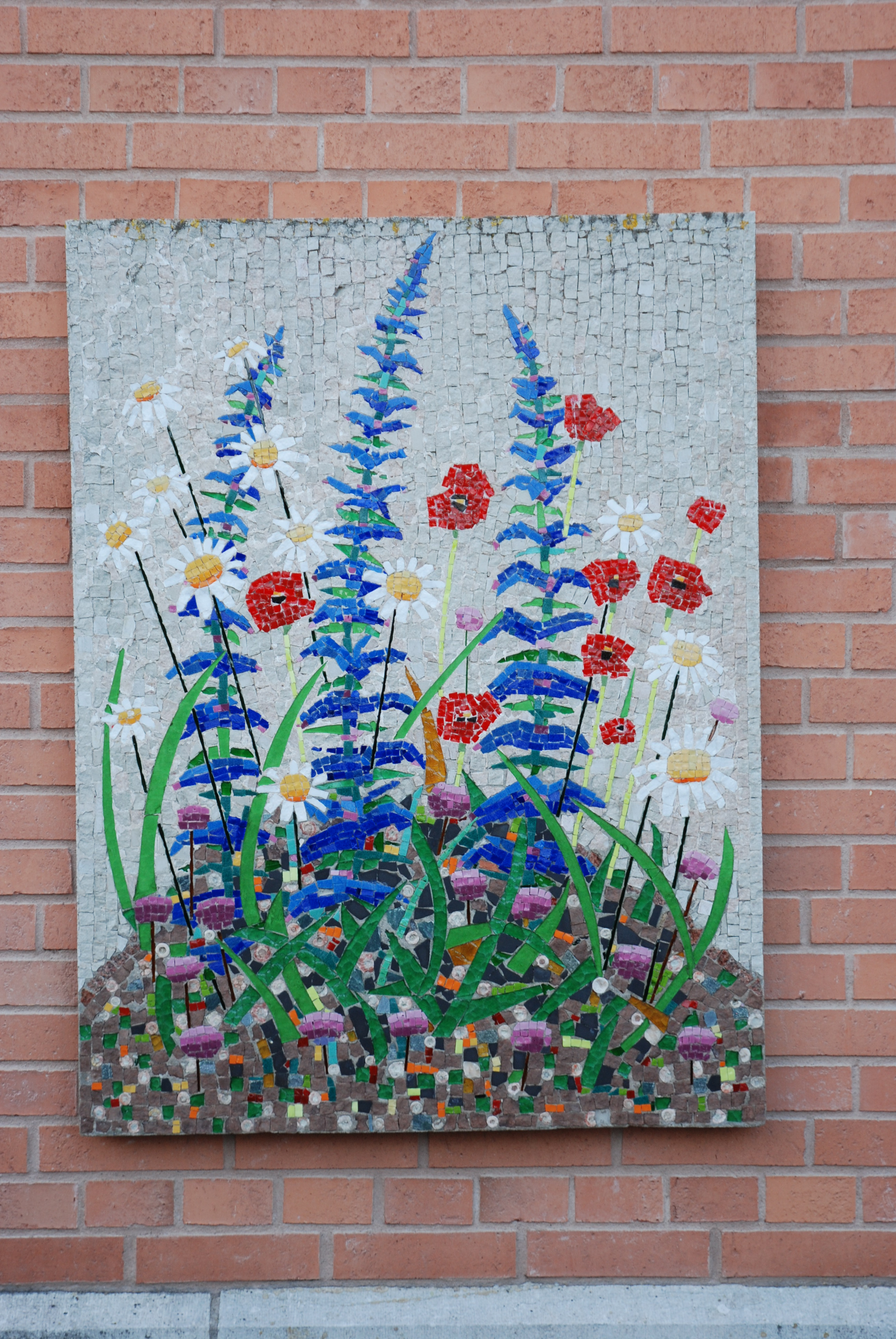
Gotländsk vägkant bij de ingang van Mödravårdscentralen bij Visby lasarett

Karl Erik Olsson (Klinte, 27 april 1919 – Klinte, 8 augustus 2006) was een Zweeds kunstenaar en restaurator van kerken op Gotland. Om zich van anderen te onderscheiden noemde hij zichzelf Erik Olsson Sanda - naar de plaats Sanda waar hij woonde.
Erik Olsson maakte schilderijen, mozaïeken en 374 etsen. Daarin legde hij vooral landschappen, dorpsgezichten en historische motieven met betrekking tot Gotland vast. Hij was ook zeer actief als restaurator van fresco's en inventaris van circa 60 van de 92 middeleeuwse kerken op Gotland. Hij was amateurmusicus, nam het initiatief tot het behoud van de kapel van Kovik en richtte het visserijmuseum aldaar op.

## Werk in de openbare ruimte (selectie)
- Kojsa kojsa kum, Mozaïek, hoofdzakelijk natuursteen en fossielen, 1990, op de weg naar Gotlands konstmuseum in Visby
- Gotländsk vägkant, Mozaïek, 1995, bij de toegang tot Mödravårdscentralen bij het ziekenhuis van Visby